# Ludvík I. Bavorský
Ludvík I. Bavorský (25. srpna 1786, Štrasburk – 29. února 1868, Nice) pocházel z královského rodu Wittelsbachů. Vládl v letech 1825–1848. Na bavorský královský trůn nastoupil po svém otci, Maxmiliánu I. Josefovi, jako v pořadí druhý bavorský král. Tento bavorský panovník je znám především díky aféře s tanečnicí Lolou Montezovou, která ho nakonec stála trůn.

## Původ
Ludvík se narodil jako nejstarší syn Maxmiliána I. Josefa, pozdějšího bavorského krále, a jeho první manželky Augusty Vilemíny Hesensko-Darmstadtské, která dala život ještě dalším čtyřem dětem: Augustě Amálii (1788–1851), Amálii Marii (1790–1794), Karolině Augustě (1792–1873) a synovi Karlovi Teodorovi (1795–1875).

V době, kdy se Ludvík narodil, byl ale jeho otec jako člen vedlejší rodové linie Wittelsbachů pouze důstojníkem francouzské armády ve Štrasburku a nic nenasvědčovalo tomu, že by někdy mohl v Bavorsku vládnout. Kmotrem malého Ludvíka Bavorského byl ovšem sám francouzský král Ludvík XVI. a dítěti byl už tehdy přislíben čestný titul plukovníka francouzské armády.
Ludvíkova starší sestra Augusta Amálie se provdala za Napoleonova nevlastního syna Evžena Beauharnais (syn první ženy Napoleona Bonaparta Josefiny). Mladší sestra Karolina Augusta se provdala za württemberského krále Viléma I. a po rozvodu za rakouského císaře Františka I.
Matka zemřela, když bylo Ludvíkovi necelých deset let a jeho otec se po roce oženil s princeznou Karolínou Frederikou Bádenskou (1776–1841). Z tohoto manželství přišlo na svět několik dětí, ale dospělosti se dožilo pouze pět dcer: Alžběta Ludovika (1801–1873), Amálie Augusta (1801–1877), Marie Anna Leopoldina (1805–1877), Žofie Frederika Dorothea Vilemína (1805–1872) a Ludovika Vilemína (1808–1892). Poslední dvě Ludvíkovy polorodé sestry se staly matkami rakouského císařského páru, Františka Josefa I. a Sissi.

## Král Ludvík I.
17. října 1810 se Ludvík oženil s Terezou Sasko-Hildburghausenskou (s níž žil 44 let). Svatba Ludvíka a Terezy vstoupila do historie především mohutnými oslavami, které se staly základem pro dodnes se opakující slavnost známou jako Oktoberfest. Po smrti svého otce, krále Maxmiliána I. Josefa, se stal Ludvík bavorským králem a přijal jméno Ludvík I.

Do historie vstoupil tento Wittelsbach především jako velký mecenáš umění a iniciátor mnoha významných staveb. Ludvík se zasloužil především o to, že se Mnichov stal za jeho vlády jedním z center kultury a umění v Evropě. Ludvíkovo kulturní a národní vědomí bylo zároveň německé i bavorské a v tomto duchu byla projektována i většina jeho staveb, které měly svou symbolikou odrážet Ludvíkovo politické smýšlení – jako příklad uveďme třeba Halu osvobození u Kelheimu, která byla věnována boji Německa proti Napoleonovi (přičemž paradoxně Wittelsbachové vděčili za svou korunu právě Napoleonovi – viz Maxmilián I. Josef).
Původně liberálně smýšlející Ludvík I. přehodnotil své názory a v době pařížské revoluce v roce 1830 se stal nekompromisním zastáncem konzervativních politických myšlenek. Nebyl v žádném případě ochoten omezit své královské výsady ve prospěch myšlenek konstituce. Tvrdě nechal potrestat účastníky demokraticko-republikánských demonstrací v roce 1832 (tzv. hambašská slavnost) a osobně se zasadil o přísné potrestání známého liberálního politika Wilhelma Josefa Behra a publicisty Gottfrieda Eisenmanna. Ludvík I. zavedl v Bavorsku také cenzuru a silně podporoval katolickou církev a její práva. Kritických hlasů proti králově absolutistické politice bylo slyšet stále více.

## Abdikace
O trůn jej ale nakonec připravil milostný skandál. V roce 1846 se Ludvík I. seznámil s irskou tanečnicí Lolou Montezovou, která si říkala „španělská tanečnice“ a kterou na její cestě po Evropě provázel nespočet historek o jejím dobrodružném životě naplněném množstvím sexuálních afér. I stárnoucí král Ludvík I. měl tehdy za sebou celou řadu milostných dobrodružství – se svou dlouholetou milenkou Mariannou Florenziovou měl například dvě nemanželské děti. Král se do Montezové bezhlavě zamiloval a ta s ním navázala intimní vztah. Rok po seznámení Ludvík I. Lolu Montezovou povýšil do šlechtického stavu jako hraběnku Landsfeldovou. Montezová stále více ovlivňovala politická rozhodnutí Ludvíka I. a ten nad ní držel ochrannou ruku. Proti Lole Montezové a jejímu vlivu na krále se opakovaně konaly studentské demonstrace. Ludvík zareagoval tak, že nechal zavřít univerzitu, což musel zanedlouho odvolat kvůli stále narůstajícímu hněvu lidu. Lola Montezová nakonec musela pod policejní ochranou opustit Mnichov. Od Ludvíka se však již tehdy odvrátili konzervativci, církev i šlechta. Revoluční hnutí navíc zachvátilo v roce 1848 celou Evropu a Bavorsko nebylo v tomto směru výjimkou. 20. 3. 1848 se král Ludvík I. vzdal trůnu. Moci v zemi se ujal jeho syn Maxmilián II. Bavorský.

## Potomci
Ludvíkovou manželkou se 12. října 1810 v Mnichově stala princezna Tereza Sasko-Hildburghausenská (1792–1854), dcera saského vévody Fridricha a jeho manželky Šarloty Meklenburské, s níž měl devět dětí:
- 1. Maxmilián (28. 11. 1811 Mnichov – 10. 3. 1864 tamtéž), korunní princ, bavorský král od roku 1848 až do své smrti
  - ⚭ 1842 Marie Frederika Pruská (15. 10. 1825 Berlín – 17. 5. 1889 Schwangau)
- 2. Matilda (30. 8. 1813 Augsburg – 25. 5. 1862 Darmstadt)
  - ⚭ 1833 Ludvík III. Hesensko-Darmstadtský (9. 6. 1806 Darmstadt – 13. 6. 1877 Seeheim), velkovévoda hesenský od roku 1848 až do své smrti
- 3. Ota (1. 6. 1815 Salcburk – 26. 7. 1867 Bamberk), řecký král v letech 1833 až 1862
  - ⚭ 1836 Amálie Oldenburská (21. 12. 1818 Oldenburg – 25. 5. 1875 Bamberk)
- 4. Theodelinda (7. 10. 1816 Würzburg – 12. 4. 1817 tamtéž)
- 5. Luitpold (12. 3. 1821 Würzburg – 12. 12. 1912 Mnichov), bavorský regent v letech 1886 až 1912 za své synovce Ludvíka II. a Otu, kteří byli neschopní vykonávat pozici králů vzhledem ke svému duševnímu stavu
  - ⚭ 1844 Augusta Ferdinanda Toskánská (1. 4. 1825 Florencie – 26. 4. 1864 Mnichov)
- 6. Adéla (19. 3. 1823 Würzburg – 28. 10. 1914 tamtéž)
  - ⚭ 1842 František V. Modenský (1. 6. 1819 Modena – 20. 11. 1875 Vídeň), modenský, reggijský, masský a carrarský vévoda
- 7. Hildegarda (10. 6. 1825 Würzburg – 2. 4. 1864 Vídeň)
  - ⚭ 1844 Albrecht Fridrich Rakousko-Těšínský (3. 8. 1817 Vídeň – 18. 2. 1895 Arco), těšínský kníže, rakouský arcivévoda
- 8. Alexandra (26. 8. 1826 Aschaffenburg – 21. 9. 1875 Mnichov), spisovatelka a abatyše Královské kapitoly pro dámy svaté Anny v Mnichově a Würzburgu
- 9. Adalbert (19. 7. 1828 Mnichov – 21. 9. 1875 tamtéž)
  - ⚭ 1856 Amálie Cádizská (12. 10. 1834 Madrid – 27. 8. 1905 Mnichov)

## Tituly, oslovení a vyznamenání

### Tituly a oslovení
- 25. srpna 1786 – 1. dubna 1795: Jeho Jasnost princ Ludvík Bavorský
- 1. dubna 1795 – 27. února 1799: Jeho Výsost dědičný princ ze Zweibrücken
- 27. února 1799 – 1. ledna 1806: Jeho Výsost dědičný princ ze Zweibrücken, kurfiřt princ bavorský
- 1. ledna 1806 – 13. října 1825: Jeho Královská Výsost bavorský korunní princ
- 13. října 1825 – 20. března 1848: Jeho Veličenstvo král Bavorska
- 20. března 1848 – 29. února 1868: Jeho Veličenstvo král Ludvík I. Bavorský

### Vyznamenání

#### Domácí
- Řád sv. Huberta
- Vojenský řád Maxe Josefa
- Záslužný řád bavorské koruny
- Řád sv. Michala

#### Zahraniční
- Řád zlatého rouna
- Královský uherský řád sv. Štěpána
- Řád sv. Josefa
- Řád Serafínů
- Řád Spasitele
- Řád čestné legie
- Řád sv. Ondřeje